# موزه ملی زنان هنرمند
موزه ملی هنر زنان (به انگلیسی: National Museum of Women in the Arts)یک موزه خصوصی و غیرانتفاعی در آمریکا است که در سال ۱۹۸۱ در واشینگتن دی سی توسط والس و ولمینا کول هالدی تشکیل شد. موزه ملی هنر زنان عمده‌ترین موزه در جهان است که فقط به دستاوردهای هنری زنان در زمینه هنرهای بصری، نمایشی و ادبی پرداخته‌است. در پنج سال نخست این موزه آثار زنان هنرمند را به‌طور موقت در محوطه قصر مسکونی هالدی به نمایش گذاشت.
این موزه از سال ۱۹۸۷ که برای اولین بار درهای خود را برای بازدید عموم باز کرد، بیش از ۴۵۰۰ اثر نقاشی، مجسمه، هنر تزیینی را جمع‌آوری کرده‌است. از جمله آثار هنرمندانی مانند مری کسات، فریدا کالو، و لوئیز الیزابت ویژه لوبرن در آن قرار دارند.
موزه ملی هنر زنان در ۹ ژانویه ۲۰۱۵ برای موفقیت در به انجام رساندن مأموریت خود جایزه سیمون دو بووار را نصیب خود کرد.